# Episodi di Alla conquista del West (prima stagione)
La prima stagione della serie televisiva Alla conquista del West fu trasmessa negli Stati Uniti dalla ABC dal 6 al 20 febbraio 1977, in Italia da Rai 2 dal 21 ottobre al 1° novembre 1979.
Nell'edizione italiana gli episodi non hanno un titolo proprio e sono numerati in maniera continuativa al film pilota.
| nº | Titolo originale    | Titolo italiano   | Prima TV USA     | Prima TV Italia  |
| -- | ------------------- | ----------------- | ---------------- | ---------------- |
| 1  | Provost Marshall    | [Seconda puntata] | 6 febbraio 1977  | 21 ottobre 1979  |
| 2  | Erika               | [Terza puntata]   | 13 febbraio 1977 | 28 ottobre 1979  |
| 3  | Bowie John Christie | [Quarta puntata]  | 20 febbraio 1977 | 1° novembre 1979 |

## Provost Marshall
- Titolo originale: Provost Marshall
- Diretto da: Burt Kennedy, Daniel Mann
- Scritto da: Ron Bishop, Jim Byrnes, William Kelley, John Mantley, Earl W. Wallace

### Trama
Luke è ricercato dal Capitano Grey che vuole arrestarlo per aver disertato; viene ferito mentre salva Erika, una ragazza Simonita molestata per strada da due mandriani. Così Luke viene curato presso il villaggio dei Simoniti. Intanto Zio Zeb, lo cerca per riportarlo a casa e continuare il viaggio verso l'Oregon.

## Erika
- Titolo originale: Erika
- Diretto da: Burt Kennedy, Daniel Mann
- Scritto da: Ron Bishop, Jim Byrnes, William Kelley, John Mantley, Earl W. Wallace

### Trama
Zeb trova Luke dai Simoniti ma prima di tornare dal resto della famiglia è meglio che si rimetta in sesto, così ne approfitta per cercare di aiutare un amico che vuole trovare vendetta presso una tribù di indiani. Luke intanto sembra apprezzare lo stile di vita dei Simoniti e anche per l'interessamento di Erika, comincia a pensare di diventare egli stesso un Simonita.

## Bowie John Christie
- Titolo originale: Bowie John Christie
- Diretto da: Burt Kennedy, Daniel Mann
- Scritto da: Ron Bishop, Jim Byrnes, William Kelley, John Mantley, Earl W. Wallace

### Trama
Zeb ed un suo amico sono stati catturati dagli indiani e deve liberarsi ma affronta forse la scelta più difficile della sua vita cercando di salvare la vita al suo amico. Luke capisce che la vita da Simonita non fa per lui così decide di andar via ma Erika lo segue rimanendo uccisa da uno dei mandriani che l'aggredì precedentemente. Il resto della famiglia invece si trova nel mezzo di una guerra tra tribù indiane e inoltre ci sono da fare i conti con il Capitano Grey che di tanto in tanto si fa vivo sempre sulla tracce di Luke.